# Princesse Asuka
La princesse Asuka (明日香皇女, Asuka no himemiko) (décédée en 700) est une princesse japonaise de la période Asuka. Elle est fille de l'empereur Tenji. Sa mère est dame Tachibana dont le père Abe no Kurahashi Maro.
Bien que peu d'épisodes à son sujet sont mentionnés dans les chroniques et qu'elle n'a rien accompli de particulièrement remarquable, elle semble avoir été une personne de position considérablement élevée car il est écrit que, quand elle est tombée malade, l'impératrice Jitō lui a rendu visite.
Kakinomoto no Hitomaro, un célèbre poète de l'époque, a composé un poème de lamentation pour elle lorsqu'elle est morte le 4e jour du 4e mois de 700. Ce poème figure dans le Man'yoshu (II, 196). 

## Source de la traduction
- (en) Cet article est partiellement ou en totalité issu de l’article de Wikipédia en anglais intitulé « Princess Asuka » (voir la liste des auteurs).